# 대구강북초등학교
대구강북초등학교는 대한민국 대구광역시 북구에 있는 초등학교이다.

## 연혁
- 2000-03-20 대구강북초등학교 설립 인가
- 2001-03-01 대구강북초등학교 개교, 병설유치원 개원(2학급), 초대 김명호 교장 부임
- 2001-03-03 제1회 입학식(신입생 192명)
- 2001-03-05 병설유치원 입학식(신입생 60명)
- 2002-02-19 제1회 졸업식 거행(남30명 여34명 계 64명)
- 2002-03-01 14학급 증설 (38학급)
- 2002-03-04 제2회 입학식(신입생 257명)
- 2002-03-06 병설유치원 입학식(신입생 70명)
- 2002-09-01 학남초등학교 개교와 함께 분리 이관
- 2002-09-01 5학급 감축(33학급)
- 2003-03-01 1학급 증설(34학급)
- 2003-03-05 제3회(본교•병설유치원) 입학식
- 2003-12-30 일반교실 12실 증축
- 2004-03-01 12학급 증설(46학급)
- 2004-03-02 제4회 입학식
- 2004-03-04 병설유치원 입학식
- 2005-02-16 제4회 졸업식, 15일 병설유치원 졸업식
- 2005-03-01 4학급 증설 50학급 편성, 유치원 2학급(종일반 1학급)
- 2005-03-02 제6회 입학식, 50학급 편성
- 2005-03-03 병설유치원 입학식
- 2006-02-17 제5회 졸업식
- 2007-03-01 52학급, 병설유치원 2학급 편성(종일반 1학급)
- 2007-03-02 초등학교 입학식
- 2007-03-05 병설유치원 입학식
- 2008-02-21 제7회 졸업식, 16일 병설유치원 졸업식
- 2008-03-03 제8회 입학식, 52학급 편성
- 2008-03-04 제8회 병설유치원 입학식, 2학급 편성(종일반 1학급)
- 2009-02-11 유치원 졸업식(졸업생 65명, 계 431명)
- 2009-02-12 제8회 졸업식(졸업생 307명, 계 1,858명)
- 2009-03-02 제9회 입학식 51학급 편성
- 2009-03-03 제9회 병설유치원 입학식, 2학급 편성(종일반 1학급 포함)
- 2010-02-06 유치원 졸업식(졸업생57명, 계547명)
- 2010-02-11 제9회 졸업식(졸업생298명, 계2155명)
- 2010-03-02 제10회 입학식 51학급 편성
- 2010-03-04 제10회 병설유치원 입학식, 2학급 편성(종일반 2학급 포함)
- 2011-02-06 유치원 졸업식(졸업생60명, 계607명)
- 2011-02-16 제10회 졸업식(졸업생 263명, 계 2,418명)
- 2011-03-02 제11회 입학식 50학급 편성
- 2011-03-03 제11회 병설유치원 입학식, 2학급 편성(종일반 2학급 포함)
- 2012-02-10 유치원 졸업식(졸업생47명, 계654명)
- 2012-02-16 제11회 졸업식(졸업생 308명, 계 2,726명)
- 2012-03-02 제12회 입학식 50학급 편성
- 2012-03-05 제12회 병설유치원 입학식, 2학급 편성(종일반 2학급)
- 2013-02-15 제12회 졸업식(졸업생 299, 계 3,025명)
- 2013-03-04 제13회 입학식 50학급 편성
- 2014-03-03 제14회 입학식 50학급 편성
- 2014-03-04 제13회 병설유치원 입학식 2학급 편성
- 2015-02-13 제14회 졸업식(졸업색 231명)
- 2015-03-02 제15회 입학식 50학급 편성(유치원 2학급)

## 학교 상징
- 교화 - 개나리 : 지성과 희망으로 자기를 다듬고, 평범한 곳에서도 융화되어 사랑을 베푸는 마음을 강북어린이에게 실천한다.
- 교목 - 소나무 : 늘 푸르름으로 밝은 미래를 가꾸고, 강직하고 씩씩한 모습으로 어떠한 어려움도 헤쳐나가는 의지를 강북어린이에게 심어 준다.